# Nellore
Nellore är en stad vid floden Penner i den indiska delstaten Andhra Pradesh, och är centralort för distriktet Sri Potti Sriramulu Nellore. Folkmängden uppgick till cirka 550 000 invånare vid folkräkningen 2011, med ytterligare cirka 10 000 invånare i förorterna. Storstadsområdet beräknades ha cirka 700 000 invånare 2018.